# Saint-Front-d'Alemps
Pour les articles homonymes, voir Saint-Front.
Saint-Front-d'Alemps est une commune française située dans le département de la Dordogne, en région Nouvelle-Aquitaine.

## Géographie

### Généralités
Incluse dans l'aire d'attraction de Périgueux, la commune de Saint-Front-d'Alemps doit son nom à l'Alemps, un petit ruisseau dont l'intégralité du cours est incluse dans les limites communales, affluent en rive droite de la Beauronne qui traverse le sud de la commune.
Situé 17 kilomètres au nord-nord-est de Périgueux et 5 kilomètres au nord-est d'Agonac, le bourg est desservi par la route départementale 3.

### Communes limitrophes
Saint-Front-d'Alemps est limitrophe de sept autres communes.
| La Chapelle-Faucher  | Saint-Pierre-de-Côle | Lempzours                     |
| Brantôme en Périgord | Saint-Front-d'Alemps | Négrondes                     |
| Agonac               |                      | Sorges et Ligueux en Périgord |

### Géologie et relief

#### Géologie
Situé sur la plaque nord du Bassin aquitain et bordé à son extrémité nord-est par une frange du Massif central, le département de la Dordogne présente une grande diversité géologique. Les terrains sont disposés en profondeur en strates régulières, témoins d'une sédimentation sur cette ancienne plate-forme marine. Le département peut ainsi être découpé sur le plan géologique en quatre gradins différenciés selon leur âge géologique. Saint-Front-d'Alemps est située dans le troisième gradin à partir du nord-est, un plateau formé de calcaires hétérogènes du Crétacé.
Les couches affleurantes sur le territoire communal sont constituées de formations superficielles du Quaternaire et de roches sédimentaires datant pour certaines du Cénozoïque, et pour d'autres du Mésozoïque. La formation la plus ancienne, notée c2c, date du Turonien moyen à supérieur, composée de calcaires cryptocristallins, calcaires gréseux à rudistes et marnes à huîtres et à rhynchonelles, localement grès et sables jaunes (feuille de Terrasson). La formation la plus récente, notée CFp, fait partie des formations superficielles de type colluvions indifférenciées de versant, de vallon et plateaux issues d'alluvions, molasses, altérites. Le descriptif de ces couches est détaillé dans  la feuille « no 759 - Périgueux (est) » de la carte géologique au 1/50 000 de la France métropolitaine, et sa notice associée.

Carte géologique de Saint-Front-d'Alemps.

#### Relief et paysages
Le département de la Dordogne se présente comme un vaste plateau incliné du nord-est (491 m, à la forêt de Vieillecour dans le Nontronnais, à Saint-Pierre-de-Frugie) au sud-ouest (2 m à Lamothe-Montravel). L'altitude du territoire communal varie quant à elle entre 128 mètres et 221 mètres,.
Dans le cadre de la Convention européenne du paysage entrée en vigueur en France le 1er juillet 2006, renforcée par la loi du 8 août 2016 pour la reconquête de la biodiversité, de la nature et des paysages, un atlas des paysages de la Dordogne a été élaboré sous maîtrise d’ouvrage de l’État et publié en octobre 2020. Les paysages du département s'organisent en huit unités paysagères,. La commune fait partie du Périgord central, un paysage vallonné, aux horizons limités par de nombreux bois, plus ou moins denses, parsemés de prairies et de petits champs.
La superficie cadastrale de la commune publiée par l'Insee, qui sert de référence dans toutes les statistiques, est de 19,02 km2,,. La superficie géographique, issue de la BD Topo, composante du Référentiel à grande échelle produit par l'IGN, est quant à elle de 19,33 km2.

### Hydrographie

#### Réseau hydrographique
La commune est située dans le bassin de la Dordogne au sein du Bassin Adour-Garonne. Elle est drainée par la Beauronne, l'Alemps, et par un petit cours d'eau, qui constituent un réseau hydrographique de 8 km de longueur totale,.
La Beauronne, d'une longueur totale de 28,16 km, prend sa source dans la commune de Négrondes et se jette dans l'Isle en rive droite à Marsac-sur-l'Isle. En amont de cette confluence, son bras oriental marque la limite avec Périgueux. Elle arrose la commune de l'est au sud sur plus de deux kilomètres.
Son affluent de rive droite l'Alemps prend sa source sur la commune à un kilomètre au nord-nord-est du bourg et arrose le territoire communal sur cinq kilomètres.

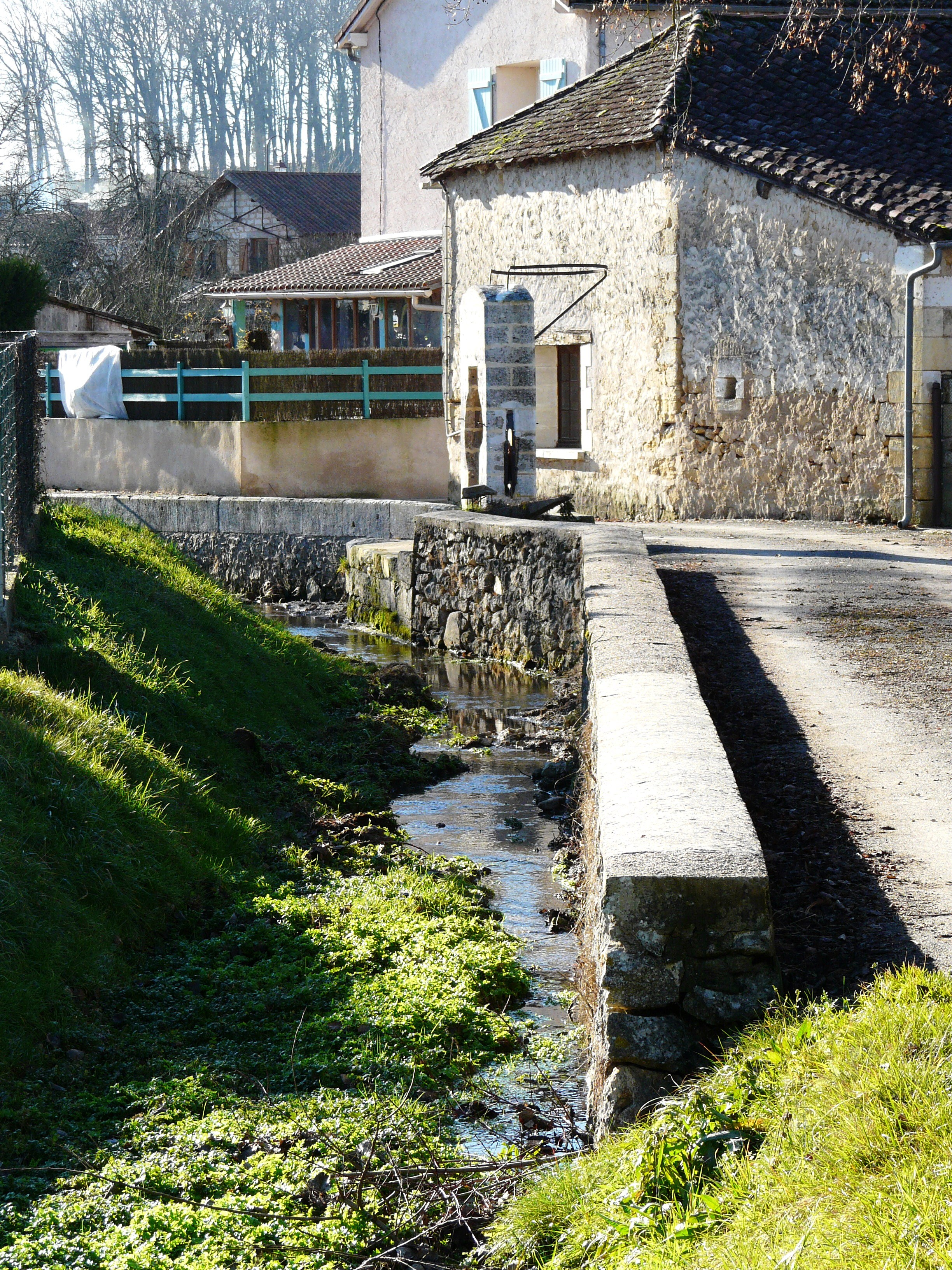
L'Alemps en période sèche, mince filet d'eau qui traverse le bourg.
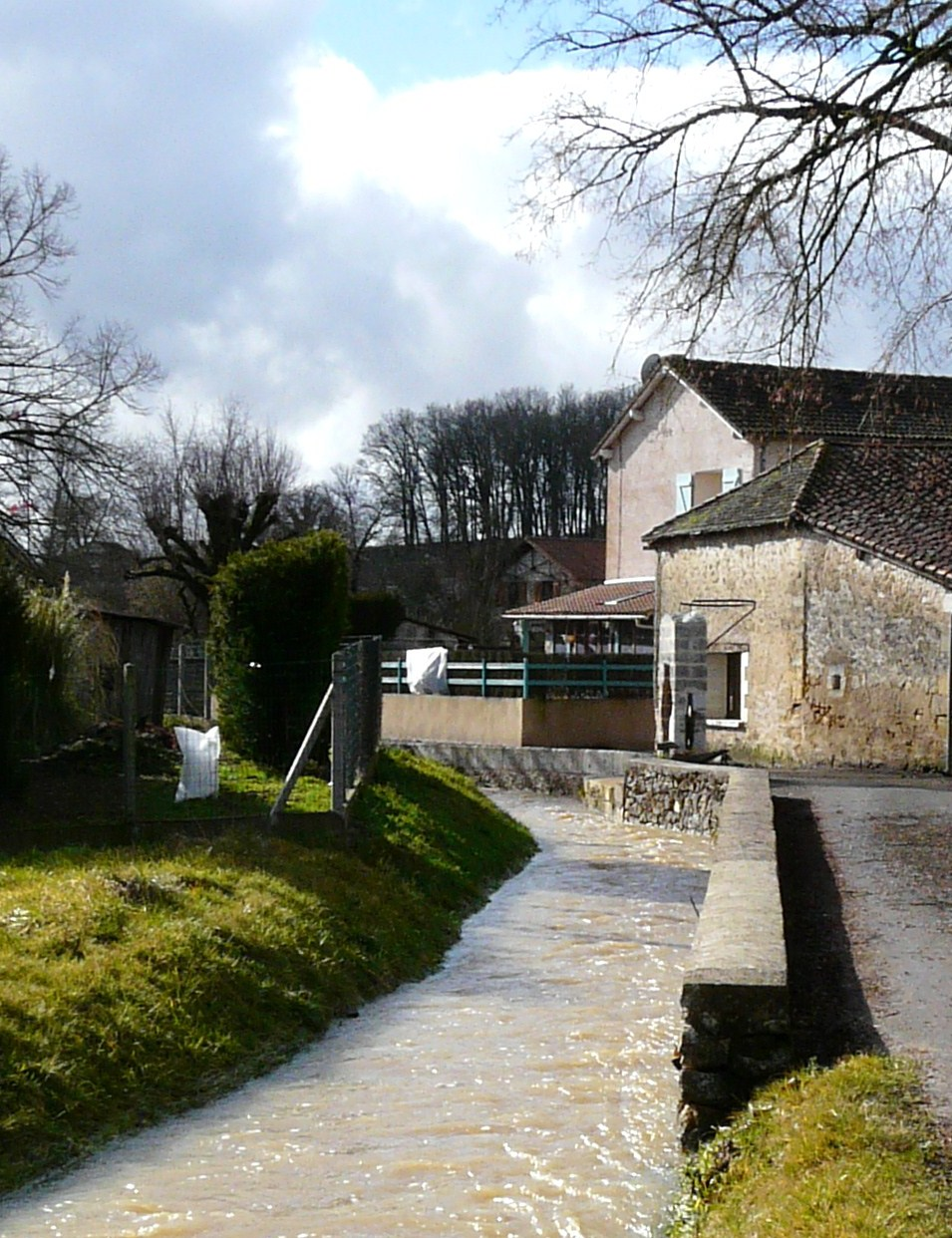
Le même ruisseau en période de crues.
Réseaux hydrographique et routier de Saint-Front-d'Alemps.

#### Gestion et qualité des eaux
Le territoire communal est couvert par le schéma d'aménagement et de gestion des eaux (SAGE) « Isle - Dronne ». Ce document de planification, dont le territoire regroupe les bassins versants de l'Isle et de la Dronne, d'une superficie de 7 500 km2, a été approuvé le 2 août 2021. La structure porteuse de l'élaboration et de la mise en œuvre est l'établissement public territorial de bassin de la Dordogne (EPIDOR). Il définit sur son territoire les objectifs généraux d’utilisation, de mise en valeur et de protection quantitative et qualitative des ressources en eau superficielle et souterraine, en respect des objectifs de qualité définis dans le troisième SDAGE  du Bassin Adour-Garonne qui couvre la période 2022-2027, approuvé le 10 mars 2022.
La qualité des eaux de baignade et des cours d’eau peut être consultée sur un site dédié géré par les agences de l’eau et l’Agence française pour la biodiversité.

### Climat
Pour des articles plus généraux, voir Climat de la Nouvelle-Aquitaine et Climat de la Dordogne.
En 2010, le climat de la commune est de type climat océanique altéré, selon une étude s'appuyant sur une série de données couvrant la période 1971-2000. En 2020, Météo-France publie une typologie des climats de la France métropolitaine dans laquelle la commune est toujours exposée à un climat océanique altéré et est dans la région climatique  Aquitaine, Gascogne, caractérisée par une pluviométrie abondante au printemps, modérée en automne, un faible ensoleillement au printemps, un été chaud (19,5 °C), des vents faibles, des brouillards fréquents en automne et en hiver et des orages fréquents en été (15 à 20 jours).
Pour la période 1971-2000, la température annuelle moyenne est de 11,9 °C, avec  une amplitude thermique annuelle de 15 °C. Le cumul annuel moyen de précipitations est de 937 mm, avec 12,8 jours de précipitations en janvier et 6,9 jours en juillet. Pour la période 1991-2020, la température moyenne annuelle observée sur la station météorologique la plus proche, située sur la commune de Coulounieix-Chamiers à 17 km à vol d'oiseau, est de 13,1 °C et le cumul annuel moyen de précipitations est de 912,2 mm,. Pour l'avenir, les paramètres climatiques de la commune estimés pour 2050 selon différents scénarios d’émission de gaz à effet de serre sont consultables sur un site dédié publié par Météo-France en novembre 2022.

## Urbanisme

### Typologie
Au 1er janvier 2024, Saint-Front-d'Alemps est catégorisée commune rurale à habitat très dispersé, selon la nouvelle grille communale de densité à 7 niveaux définie par l'Insee en 2022.
Elle est située hors unité urbaine. Par ailleurs la commune fait partie de l'aire d'attraction de Périgueux, dont elle est une commune de la couronne,. Cette aire, qui regroupe 49 communes, est catégorisée dans les aires de 50 000 à moins de 200 000 habitants,.

### Occupation des sols
L'occupation des sols de la commune, telle qu'elle ressort de la base de données européenne d’occupation biophysique des sols Corine Land Cover (CLC), est marquée par l'importance des forêts et milieux semi-naturels (50,6 % en 2018), une proportion sensiblement équivalente à celle de 1990 (50,9 %). La répartition détaillée en 2018 est la suivante : 
forêts (50,6 %), zones agricoles hétérogènes (31,5 %), terres arables (16,3 %), prairies (1,5 %). L'évolution de l’occupation des sols de la commune et de ses infrastructures peut être observée sur les différentes représentations cartographiques du territoire : la carte de Cassini (XVIIIe siècle), la carte d'état-major (1820-1866) et les cartes ou photos aériennes de l'IGN pour la période actuelle (1950 à aujourd'hui).

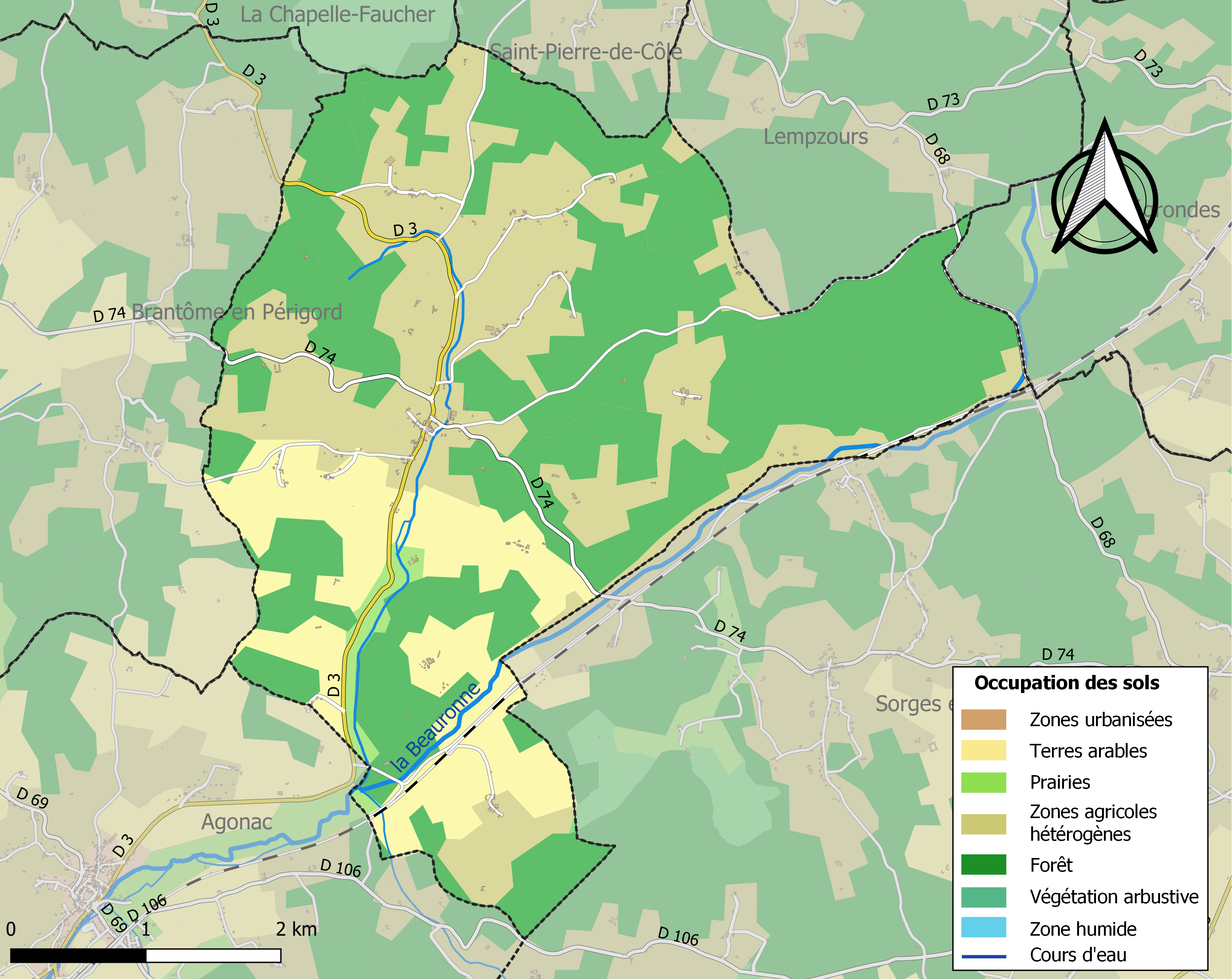
Carte des infrastructures et de l'occupation des sols de la commune en 2018 (CLC).

### Prévention des risques
Le territoire de la commune de Saint-Front-d'Alemps est vulnérable à différents aléas naturels : météorologiques (tempête, orage, neige, grand froid, canicule ou sécheresse), inondations, feux de forêts, mouvements de terrains et séisme (sismicité très faible). Un site publié par le BRGM permet d'évaluer simplement et rapidement les risques d'un bien localisé soit par son adresse soit par le numéro de sa parcelle.
Certaines parties du territoire communal sont susceptibles d’être affectées par le risque d’inondation par débordement de cours d'eau, notamment la Beauronne. La commune a été reconnue en état de catastrophe naturelle au titre des dommages causés par les inondations et coulées de boue survenues en 1982, 1983, 1999 et 2007,. Le risque inondation est pris en compte dans l'aménagement du territoire de la commune par le biais du plan de prévention des risques inondation (PPRI) de la « vallée de la Beauronne et de l'Alemps », couvrant six communes et approuvé le 20 mars 2012, pour les crues de la Beauronne et de l'Alemps, sur une largeur pouvant atteindre 250 mètres sur le territoire communal, à leur confluence. Le débit centennal de la Beauronne retenu pour l'élaboration du PPRI est de 72 m3/s.
Saint-Front-d'Alemps est exposée au risque de feu de forêt. L’arrêté préfectoral du 14 mars 2013 fixe les conditions de pratique des incinérations et de brûlage dans un objectif de réduire le risque de départs d’incendie. À ce titre, des périodes sont déterminées : interdiction totale du 15 février au 15 mai et du 15 juin au 15 octobre, utilisation réglementée du 16 mai au 14 juin et du 16 octobre au 14 février. En septembre 2020, un plan inter-départemental de protection des forêts contre les incendies (PidPFCI) a été adopté pour la période 2019-2029,.

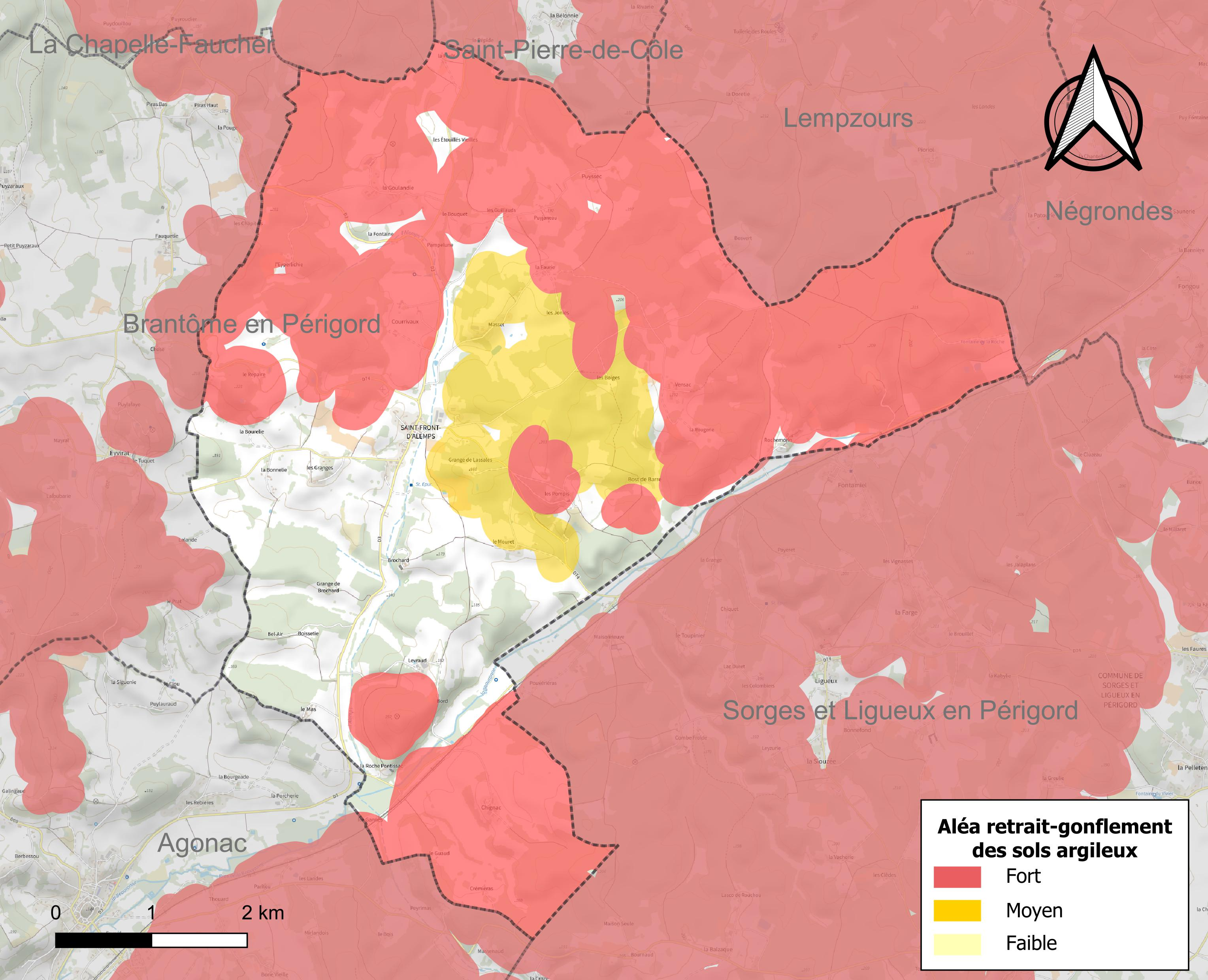
Carte des zones d'aléa retrait-gonflement des sols argileux de Saint-Front-d'Alemps.

Les mouvements de terrains susceptibles de se produire sur la commune sont des tassements différentiels. Le retrait-gonflement des sols argileux est susceptible d'engendrer des dommages importants aux bâtiments en cas d’alternance de périodes de sécheresse et de pluie. 71,7 % de la superficie communale est en aléa moyen ou fort (58,6 % au niveau départemental et 48,5 % au niveau national métropolitain). Depuis le 1er octobre 2020, en application de la loi ÉLAN, différentes contraintes s'imposent aux vendeurs, maîtres d'ouvrages ou constructeurs de biens situés dans une zone classée en aléa moyen ou fort,.
La commune a été reconnue en état de catastrophe naturelle au titre des dommages causés par la sécheresse en 1989, 1992, 2003 et 2011 et par des mouvements de terrain en 1999.

## Toponymie
Le lieu tire son nom de saint Front, légendaire évangélisateur du Périgord. La seconde partie du nom s'explique par l'Alemps, petit ruisseau qui traverse la commune, tiré soit d'un nom de personnage gallo-roman Lentius, soit d'un nom d'origine germanique, Adalheim.
En occitan, la commune porte le nom de Sent Front d'Alems.

## Histoire
L'église Saint-Front a conservé son chœur roman du XIIe siècle.
La première mention écrite connue du lieu n'apparaît qu'au siècle suivant sous la forme Sanctus Frontus de Lemps.

## Politique et administration

### Rattachements administratifs et électoraux
La commune de Saint-Front-d'Alemps a été rattachée, dès 1790, au canton d'Agonat qui dépendait du district de Perigueux. Les districts sont supprimés en 1795 et le canton d'Agonat en 1801. La commune est alors rattachée au canton de Brantôme dépendant de l'arrondissement de Périgueux.
Dans le cadre de la réforme de 2014 définie par le décret du 21 février 2014, la commune est rattachée au canton de Thiviers lors des élections départementales de mars 2015.
En 2017, Saint-Front-d'Alemps est rattachée à l'arrondissement de Nontron,.

### Intercommunalité
Le 18 décembre 2001, la commune adhère à la communauté de communes du Brantômois. Saint-Front-d'Alemps la quitte et rejoint la communauté de communes du Pays thibérien le 1er janvier 2012. Au 1er janvier 2017, celle-ci est dissoute et ses communes — hormis Sorges et Ligueux en Périgord — rejoignent la communauté de communes des Marches du Périg'Or Limousin Thiviers-Jumilhac qui, en octobre 2017 prend le nom de communauté de communes Périgord-Limousin.

### Administration municipale
La population de la commune étant comprise entre 100 et 499 habitants au recensement de 2017, onze conseillers municipaux ont été élus en 2020,.

### Liste des maires
| Période                                  | Période       | Identité                    | Étiquette | Qualité                            |
| ---------------------------------------- | ------------- | --------------------------- | --------- | ---------------------------------- |
| Les données manquantes sont à compléter. |               |                             |           |                                    |
|                                          |               |                             |           |                                    |
| (1883 ou avant)                          | mai 1892      | Jean-Antoine Dessal-Quentin |           |                                    |
| mai 1892                                 | 1911          | Demoures                    |           |                                    |
| juin 1911                                | avril 1917    | Pierre Colomb               |           |                                    |
| avril 1917                               | décembre 1919 | Jean Cheval                 |           | Adjoint faisant fonctions de maire |
| décembre 1919                            | février 1923  | Pierre Demoures             |           |                                    |
| février 1923                             | mai 1935      | François Picaud             |           |                                    |
| mai 1935                                 | 1940          | René Borie                  |           |                                    |
| 1940                                     | octobre 1944  | André Sorbes                |           | Adjoint faisant fonctions de maire |
| octobre 1944                             | mai 1945      | Augustin Hysohion           |           |                                    |
| mai 1945                                 | novembre 1947 | Roger Doursenot             |           |                                    |
| novembre 1947                            | juin 1970     | André Sorbes                |           |                                    |
| juin 1970                                | février 1978  | Alain Demoures              |           |                                    |
| février 1978                             | mars 2008     | Annie Barnagaud             | SE        | Retraitée de l'éducation nationale |
| mars 2008                                | mai 2020      | Marc Pascual                | SE        | Retraité d'EDF                     |
| mai 2020                                 | En cours      | Frédéric Dessolas           |           |                                    |

## Équipements et services publics

### Justice
Dans le domaine judiciaire, Saint-Front-d'Alemps relève : 
- du tribunal judiciaire, du tribunal pour enfants, du conseil de prud'hommes et du tribunal de commerce de Périgueux ;
- du pôle Nationalité du tribunal judiciaire de Périgueux (compétent uniquement dans le domaine de la nationalité) ;
- de la cour d'appel, du tribunal administratif et de la  cour administrative d'appel de Bordeaux.

## Population et société

### Démographie
Avec un niveau relativement stable autour de 600-700 habitants entre 1793 et 1911 (maximum 677 en 1876), la population de la commune a ensuite décru régulièrement depuis la Première Guerre mondiale pour atteindre son minimum en 2022 avec 252 habitants.
L'évolution du nombre d'habitants est connue à travers les recensements de la population effectués dans la commune depuis 1793. Pour les communes de moins de 10 000 habitants, une enquête de recensement portant sur toute la population est réalisée tous les cinq ans, les populations de référence des années intermédiaires étant quant à elles estimées par interpolation ou extrapolation. Pour la commune, le premier recensement exhaustif entrant dans le cadre du nouveau dispositif a été réalisé en 2004.

En 2022, la commune comptait 252 habitants, en évolution de −4,55 % par rapport à 2016 (Dordogne : +0,37 %, France hors Mayotte : +2,11 %).
| 1793 | 1800 | 1806 | 1821 | 1831 | 1836 | 1841 | 1846 | 1851 |
| ---- | ---- | ---- | ---- | ---- | ---- | ---- | ---- | ---- |
| 630  | 641  | 626  | 633  | 593  | 618  | 616  | 583  | 622  |

| 1856 | 1861 | 1866 | 1872 | 1876 | 1881 | 1886 | 1891 | 1896 |
| ---- | ---- | ---- | ---- | ---- | ---- | ---- | ---- | ---- |
| 630  | 624  | 673  | 658  | 677  | 662  | 621  | 601  | 603  |

| 1901 | 1906 | 1911 | 1921 | 1926 | 1931 | 1936 | 1946 | 1954 |
| ---- | ---- | ---- | ---- | ---- | ---- | ---- | ---- | ---- |
| 619  | 606  | 593  | 459  | 469  | 461  | 419  | 397  | 369  |

| 1962 | 1968 | 1975 | 1982 | 1990 | 1999 | 2004 | 2006 | 2009 |
| ---- | ---- | ---- | ---- | ---- | ---- | ---- | ---- | ---- |
| 311  | 306  | 269  | 267  | 285  | 266  | 272  | 277  | 262  |

| 2014 | 2019 | 2022 | - | - | - | - | - | - |
| ---- | ---- | ---- | - | - | - | - | - | - |
| 266  | 258  | 252  | - | - | - | - | - | - |

## Économie

### Emploi
En 2015, parmi la population communale comprise entre 15 et 64 ans, les actifs représentent 131 personnes, soit 49,1 % de la population municipale. Le nombre de chômeurs (neuf) a diminué par rapport à 2010 (douze) et le taux de chômage de cette population active s'établit à 6,9 %.

### Établissements
Au 31 décembre 2015, la commune compte trente établissements, dont quinze au niveau des commerces, transports ou services, onze dans l'agriculture, la sylviculture ou la pêche, trois relatifs au secteur administratif, à l'enseignement, à la santé ou à l'action sociale, et un dans la construction.

## Culture locale et patrimoine

### Lieux et monuments
- Château de Brochard, XVIIIe siècle, propriété privée
- Château de la Roche Pontissac, XVIe siècle XVIIIe siècle, inscrit aux monuments historiques depuis 1987, propriété privée, site inscrit[62]
- Ruines du château de Rochemorin, XVe siècle, propriété privée
- Manoir des Pompis, XIXe siècle, propriété privée
- Manoir du Repaire, XVIIe et XVIIIe siècles, propriété privée
- Église Saint-Front, XIIe et XIXe siècles

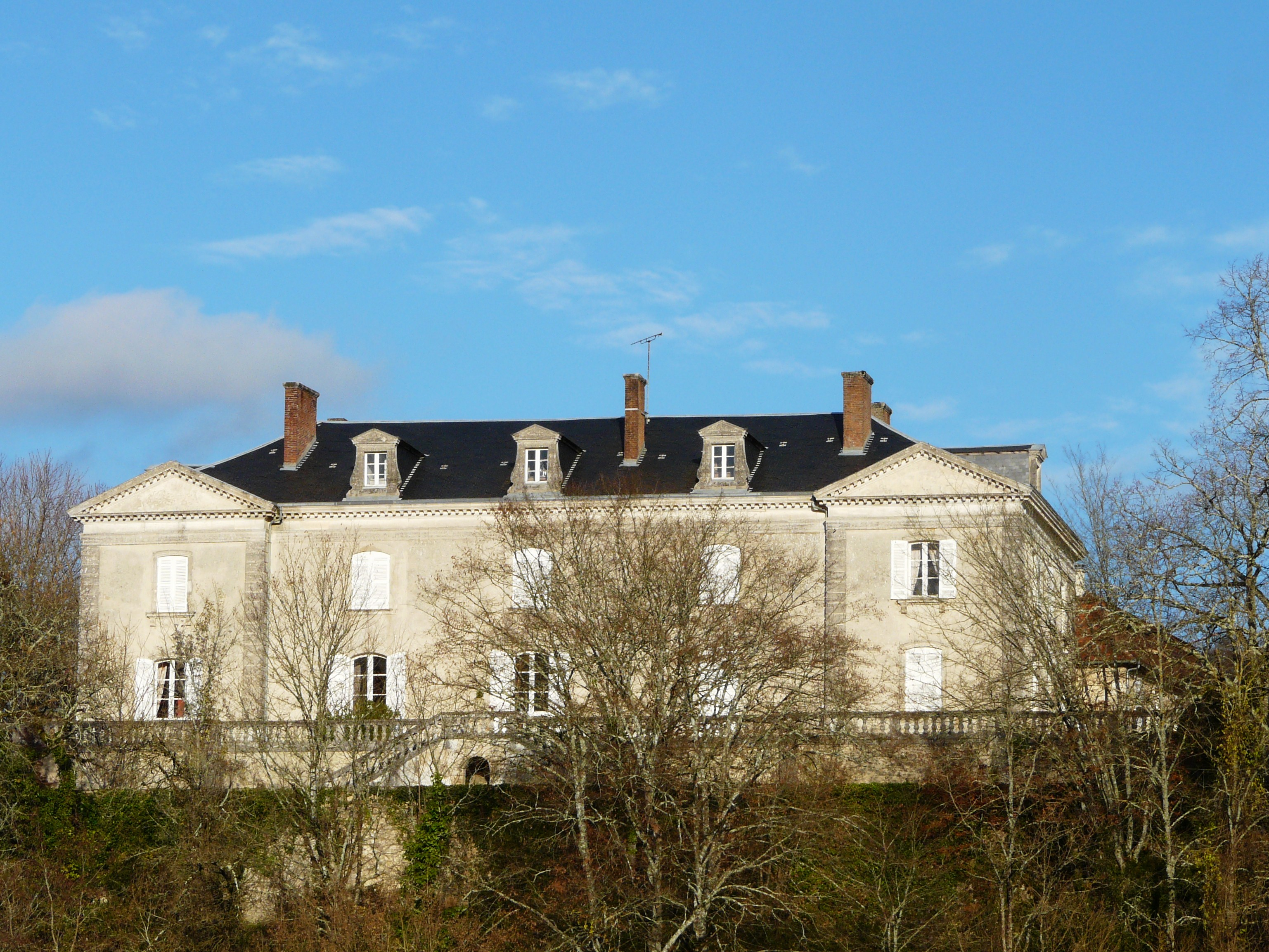
Le château de Brochard.
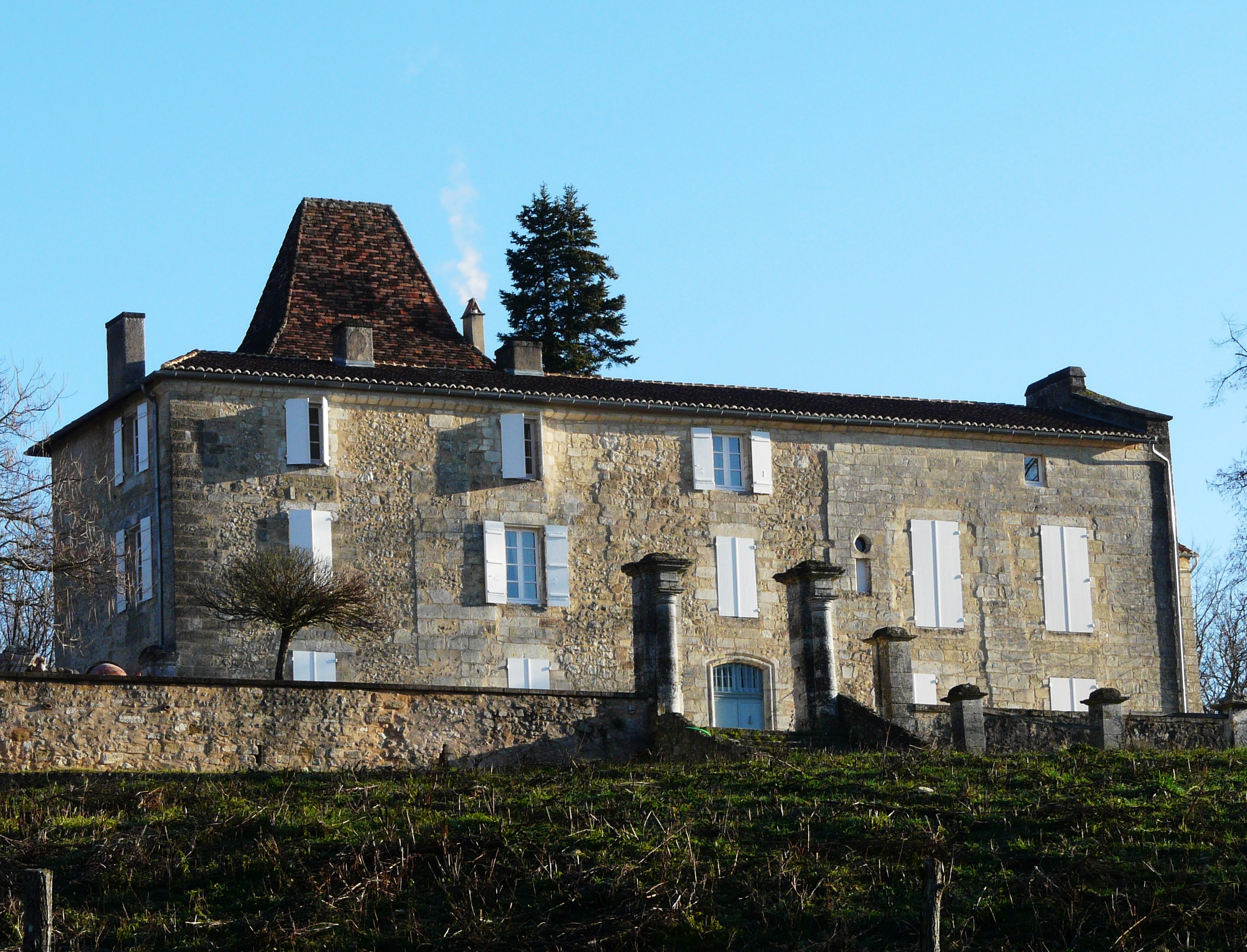
Le château de La Roche Pontissac.
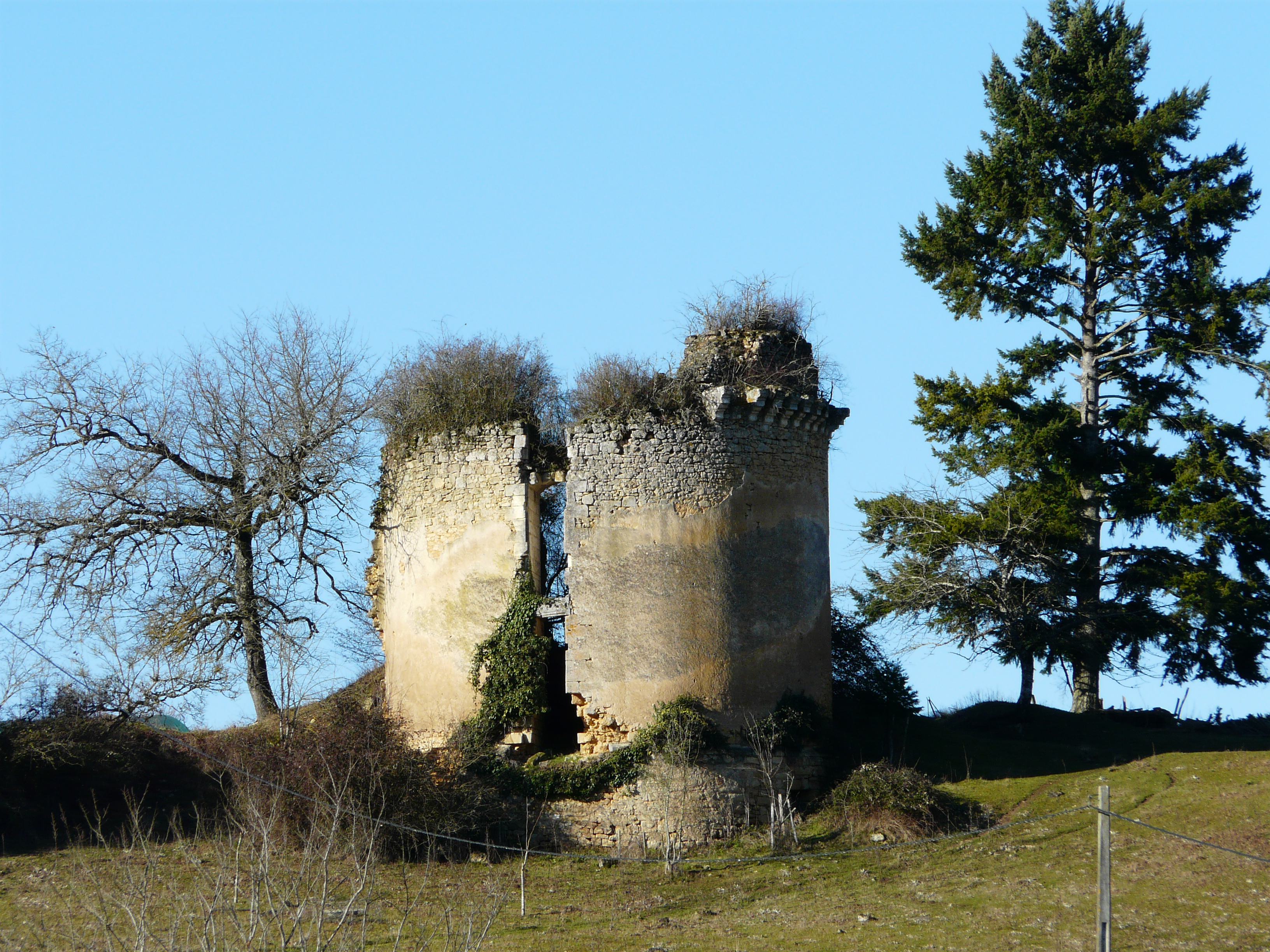
Vestiges d'une tour d'angle du château de Rochemorin.
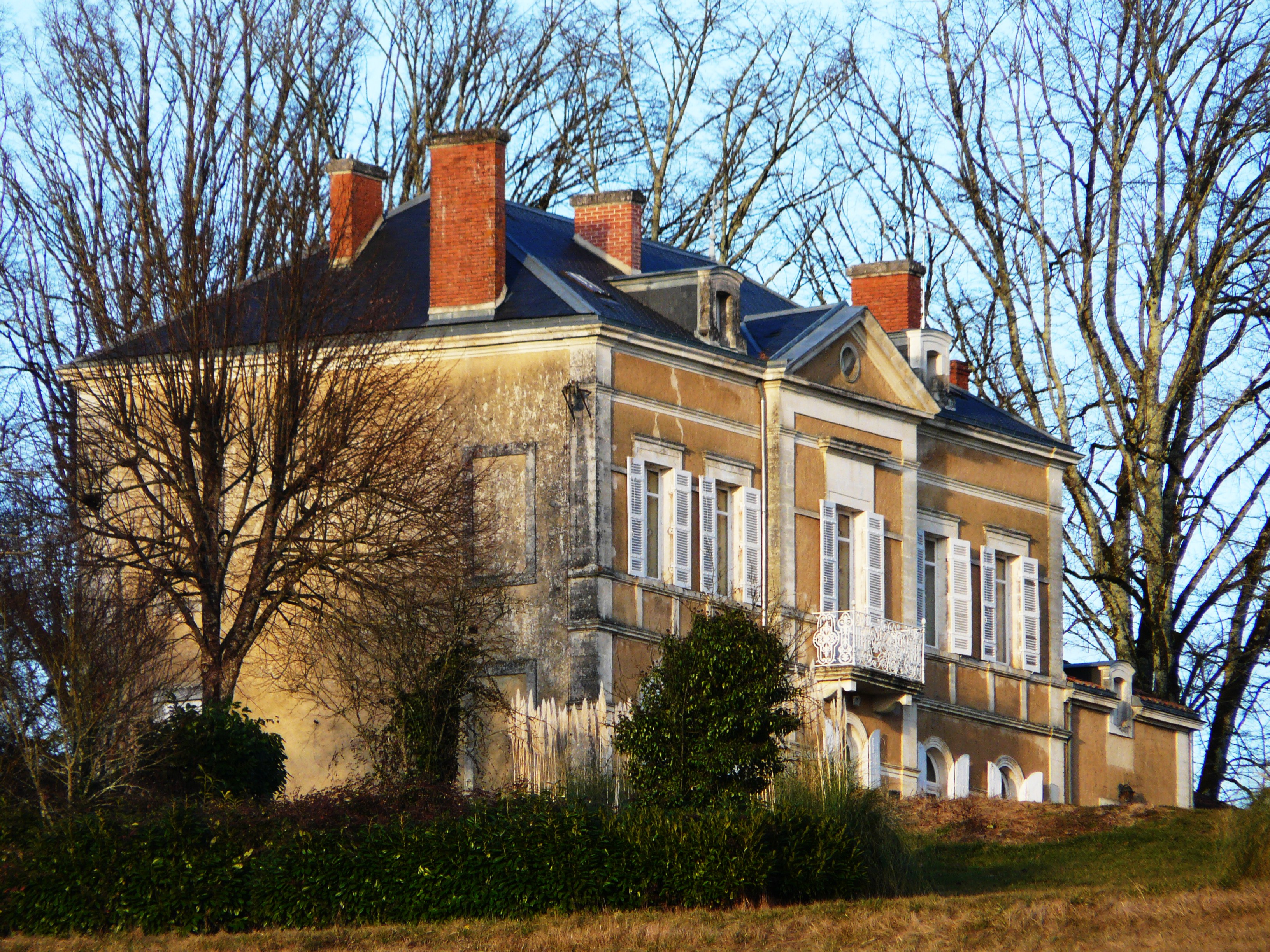
Le manoir des Pompis.
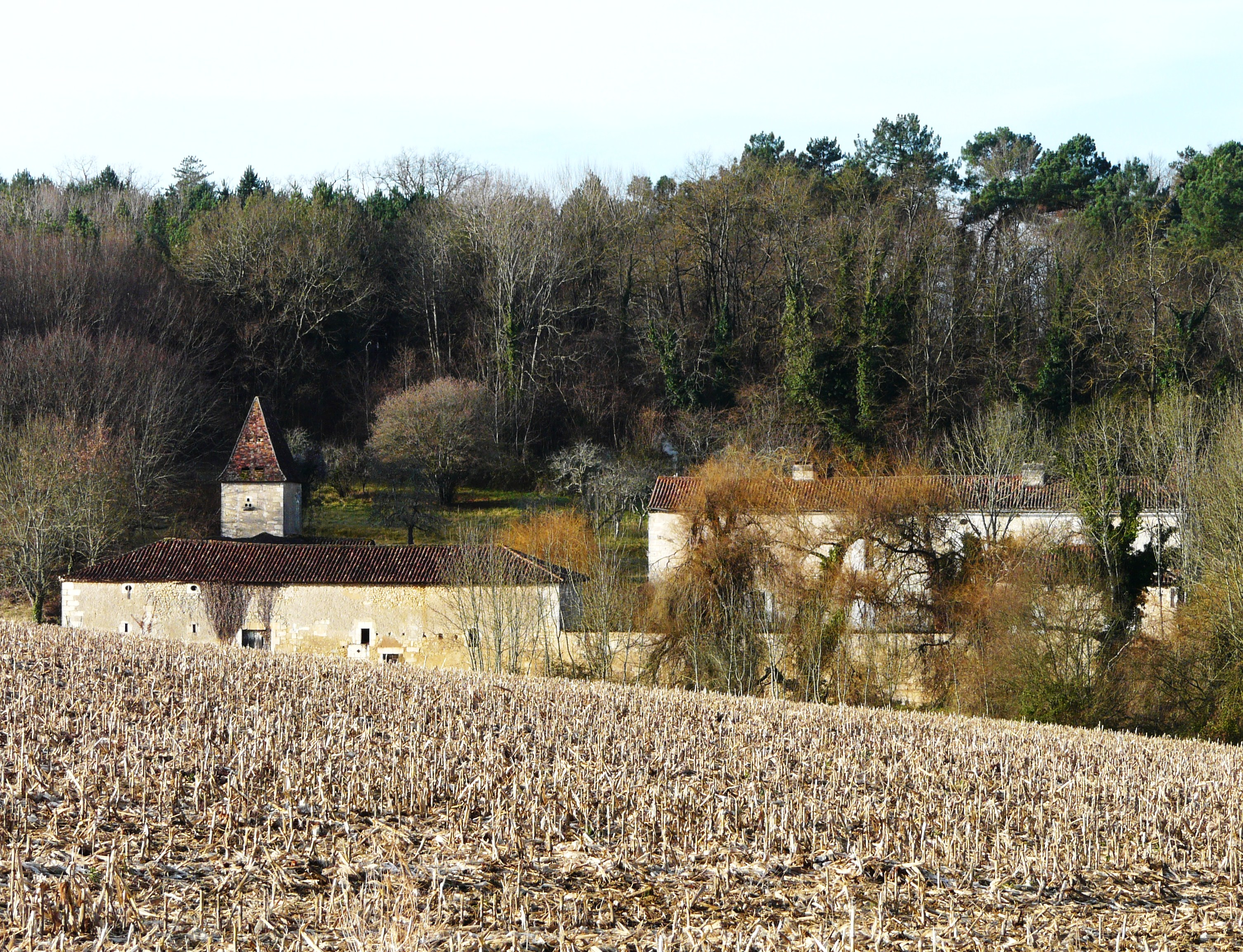
Le manoir du Repaire et son pigeonnier.
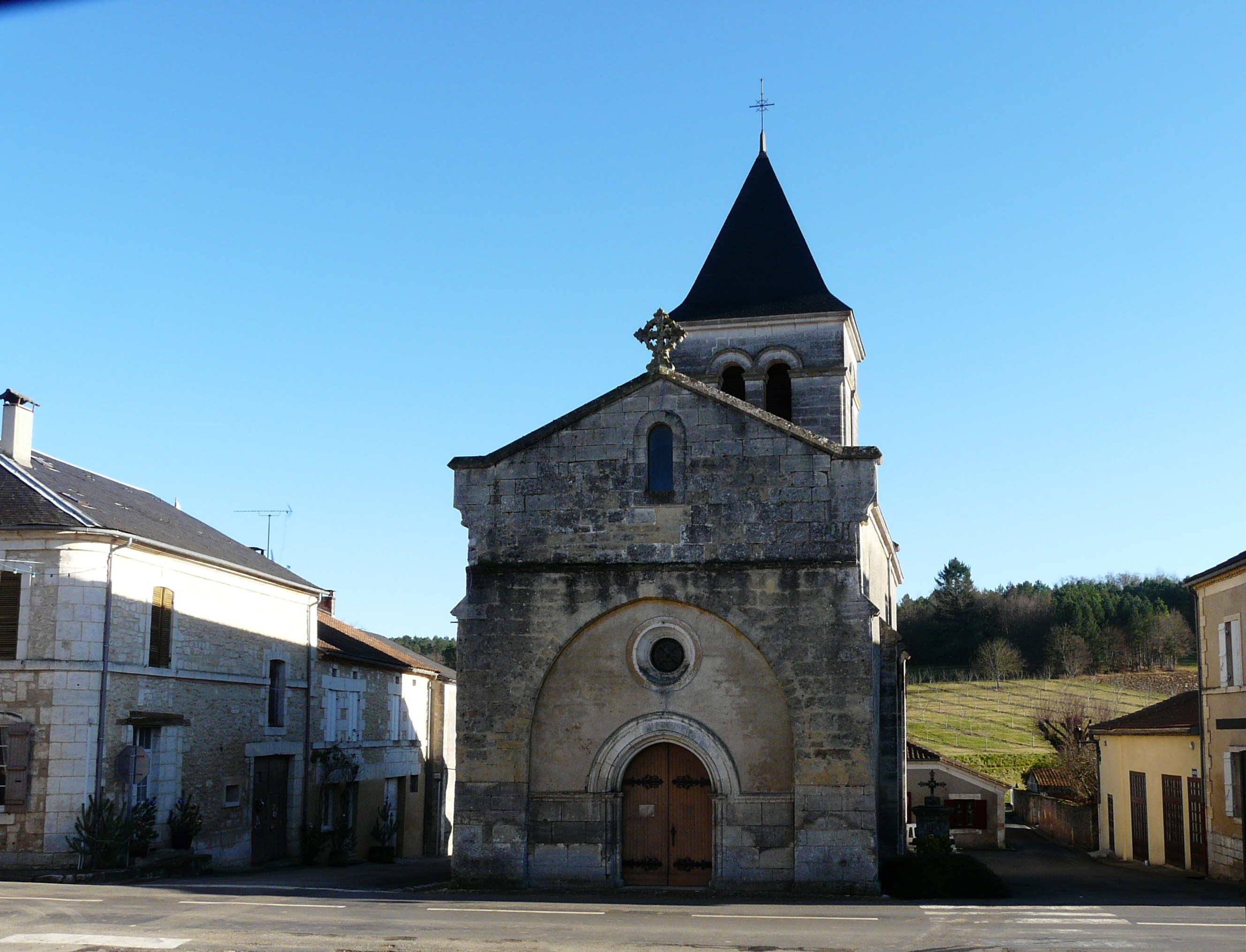
L'église Saint-Front.
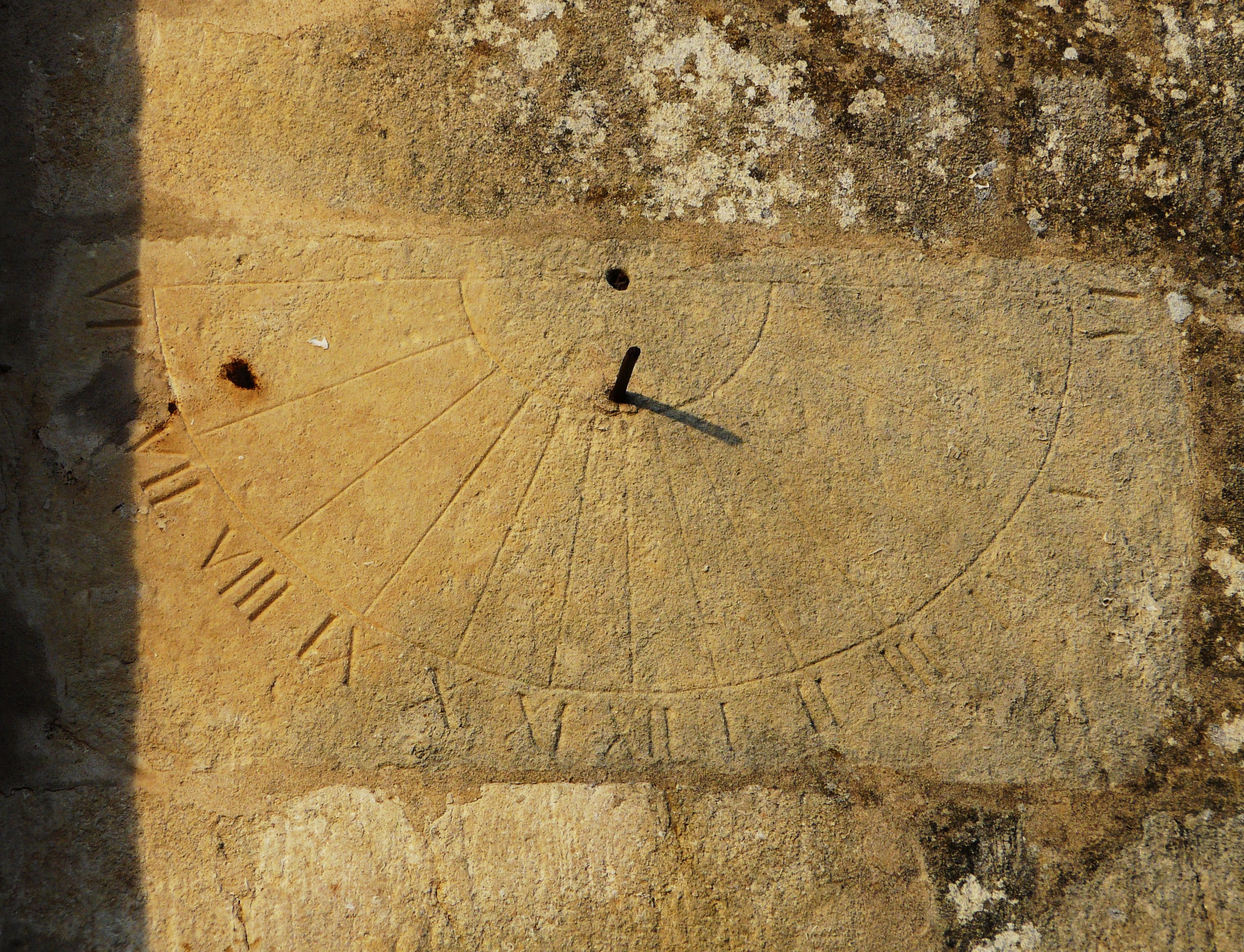
Cadran solaire sur l'église.
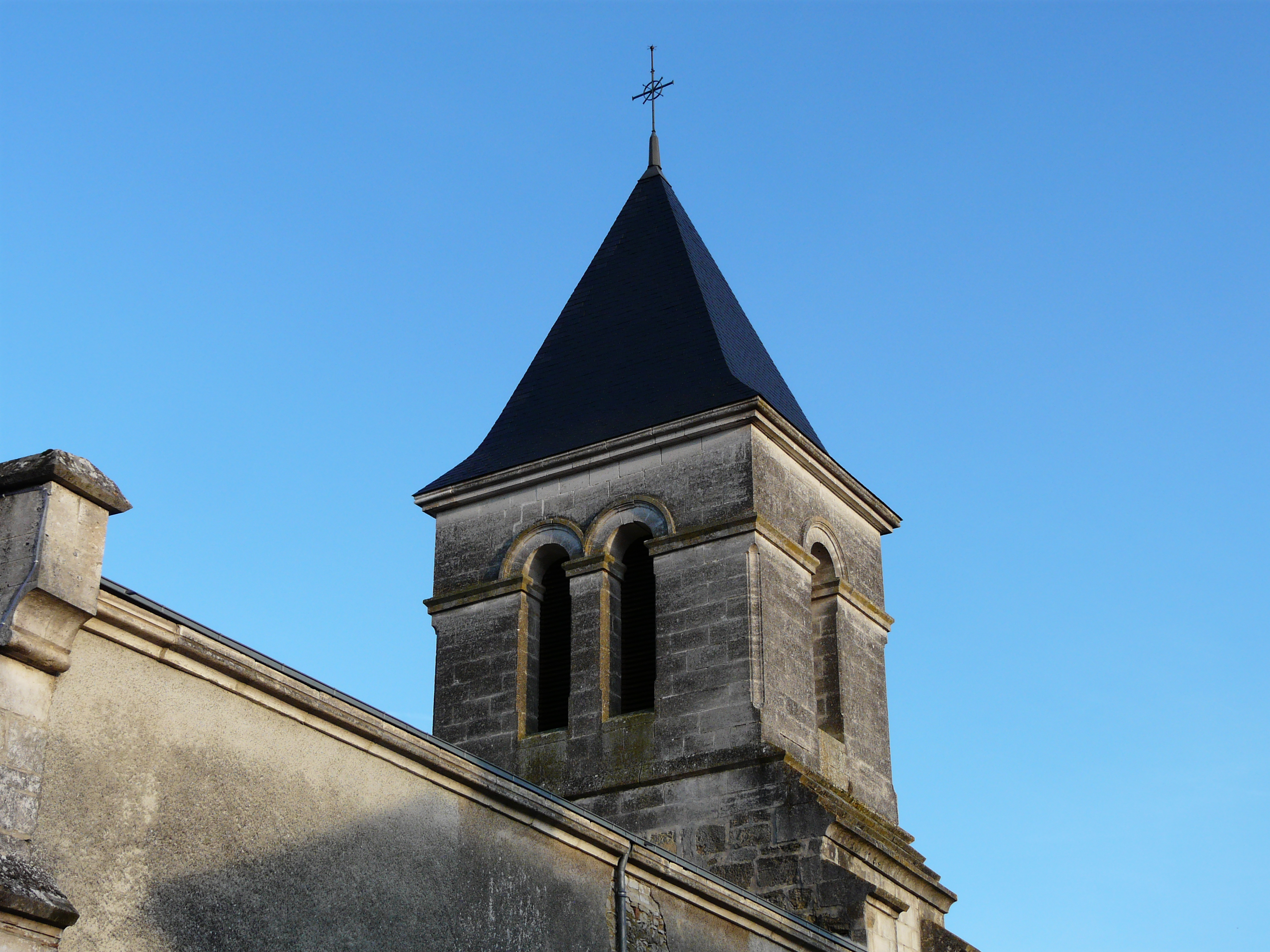
Le clocher.
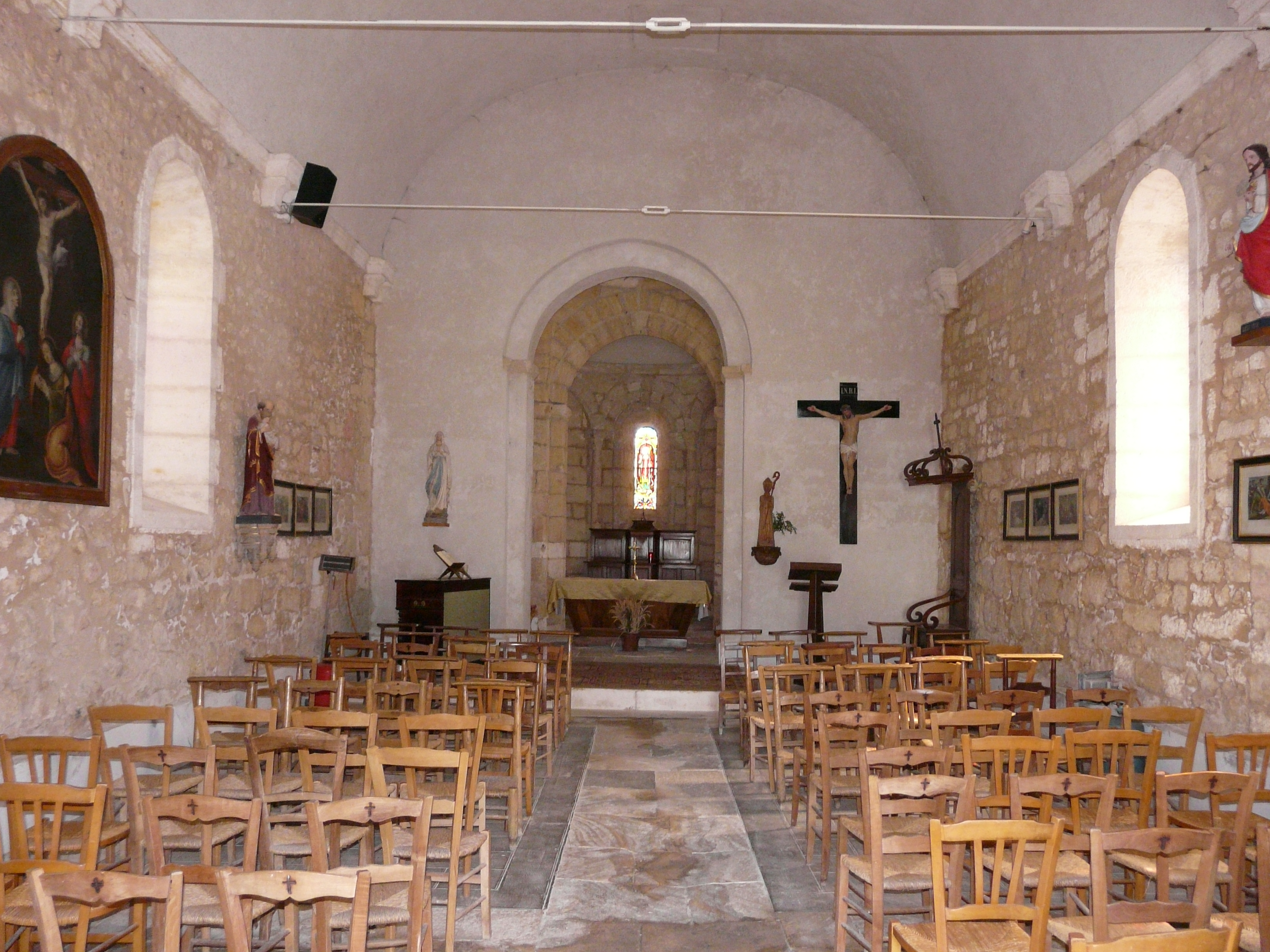
La nef.

### Héraldique
| Blason de Saint-Front-d'Alemps | Blason  | D'azur à trois croissants d'argent ; au chef de gueules* chargé d'une mitre d'or.                                                                              |
| Blason de Saint-Front-d'Alemps | Détails | * Il y a là non-respect de la règle de contrariété des couleurs : ces armes sont fautives (gueules sur azur). Le statut officiel du blason reste à déterminer. |

## Pour approfondir